# Кожаные чулки
«Кожаный Чулок» (англ.  Leather Stocking) — немой черно-белый фильм 1909 года. Режиссёр Дэвид Уорк Гриффит, по роману Джеймса Фенимора Купера «Последний из могикан».

## В главных ролях
- Джордж Николс — полковник
- Марион Леонард — одна из племянниц полковника
- Линда Арвидссон — одна из племянниц полковника
- Мак Сеннет — Большой Змей
- Овен Мур — Кожаный Чулок

## Ссылка
- Edward Harris. Cooper on Film (англ.)
- Leather Stocking (1909) на сайте Internet Movie Database (англ.)